# إيبا كوخ
إيبا كوش (بالألمانية: Ebba Koch)‏ هي مؤرخة الفن نمساوية، ولدت في 13 فبراير 1944 في كلاغنفورت في النمسا.